# Hilda Ceballos Llerenas
Hilda Ceballos Llerenas (Colima, Colima, 22 de febrero de 1956 - ibidem 21 de septiembre de 2019) fue una política mexicana, miembro del Partido Revolucionario Institucional. Fungió como diputada en la LXI Legislatura del Congreso de la Unión de México. Fue esposa del exgobernador del estado de Colima, Fernando Moreno Peña, por lo que fue presidenta del Voluntariado Cruz Roja Colima; del Voluntariado del Sistema para el Desarrollo Integral de la Familia; del Voluntariado de la Universidad de Colima; de las Estancias Infantiles de la Universidad de Colima y de la Asociación Gilberto Colima. Fue diputada local durante la LIV Legislatura del Congreso del Estado de Colima.
En el 2006 Fungió como candidata a Senadora por el Estado de Colima en la segunda posición de la fórmula priista, sin embargo fue derrotada por su contrincante Martha Leticia Sosa Govea, años más tarde busca la alcaldía de Colima perdiendo la elección interna de su partido por la postulación en la que resultó elegido Oscar Valdovinos Anguiano, en el 2015 obtiene la candidatura a diputada local por el primer distrito de Colima pero es derrotada por Riult Rivera Gutiérrez, en el 2017 asume el interinato como Senadora del Estado de Colima, cargo que concluye en 2018 y se retira de la política.